# Jarbas Bela Karman
Jarbas Bela Karman (Campanha, MG - 13 de abril de 1917 - São Paulo, SP - 2 de junho de 2008) foi engenheiro civil (Poli-USP, 1941), arquiteto (Poli-USP, 1947), professor e administrador hospitalar. Titulou-se mestre em arquitetura hospitalar pela Universidade de Yale (EUA, 1952) e participou do curso sobre infecção hospitalar do Prof. Carl Walter, em Kitchener (Ontário), Canadá, em 1952.
Fundou o Instituto Brasileiro de Desenvolvimento e de Pesquisas Hospitalares em 1954, mantenedor da primeira Faculdade de Administração Hospitalar da América Latina (autorizada pelo MEC em 1973), onde foi diretor e titular da cadeira de Arquitetura Hospitalar. Editou a revista Hospital de Hoje e escreveu as obras Planejamento de hospitais, Iniciação à arquitetura hospitalar e Manutenção hospitalar preditiva, Manutenção e segurança hospitalar preditivas bem como numerosos artigos sobre instituições de saúde. Suas pesquisas no campo hospitalar são referência em publicações nacionais e internacionais, tendo ministrado inúmeros cursos e palestras dentro e fora do Brasil.
Projetou e reformulou centenas de instituições de saúde, como o Hospital Albert Einstein (São Paulo, 1958), o Hospital São Domingos (Catanduva, SP, 1960), o Hospital de Aeronáutica do Galeão (Rio de Janeiro, 1967), o Hospital Atibaia (Atibaia, SP, 1968), o Instituto Nacional del Cancer y Quemados (Capiata, Paraguai, 1984), o Hospital Geral de Canelones (Canelones, Uruguai, 1986), o Hospital Cardiominas (Belo Horizonte, 1988), o Hospital Santa Cruz (Lisboa, Portugal, 1991), o Hospital São Judas Tadeu da Fundação Pio XII (Barretos, SP, 1993), o Hospital das Clínicas de Luanda (Luanda, 2005) e o Hospital Geral de Palmas (Palmas, TO, 2006), entre muitos outros.